# Pietro Beccadelli di Bologna
Pietro Beccadelli di Bologna Reggio, V Principe di Camporeale, II Duca d'Adragna, VI Marchese d'Altavilla, IV Marchese della Sambuca (Furci Siculo, 13 aprile 1697 – Resina, 17 luglio 1781), è stato un diplomatico e politico italiano al servizio del Regno di Napoli e del Regno di Sicilia.

## Biografia
Appartenente alla famiglia siciliana Beccadelli di Bologna, era figlio di Giuseppe Beccadelli di Bologna Ventimiglia (1662-1733) e di Francesca Reggio, figlia del principe di Campofiorito. Divenne principe di Camporeale il 17 luglio 1735, dopo la morte del padre. Sposò nel 1721 Marianna Gravina Lucchese, figlia del principe di Palagonia, dalla quale nel 1726 gli nacque il figlio Giuseppe (1726-1813) il quale nel 1776 sarà il successore del Tanucci alla guida del governo napoletano.
Protetto dal Fogliani, all'epoca segretario di stato del Re di Napoli Carlo di Borbone, alla fine del 1749 Pietro Beccadelli fu nominato ambasciatore straordinario a Vienna presso Maria Teresa d'Austria: un incarico importante perché il rinato Regno di Napoli e il Sacro Romano Impero non avevano ripreso le normali relazioni diplomatiche. Le discussioni preliminari durarono a lungo tanto che i rapporti fra i due stati ripresero formalmente solo il 30 aprile 1752; un anno dopo, il 22 aprile 1753, Beccadelli ritornò in patria. Il 17 agosto dello stesso anno fu eletto presidente del Consiglio supremo della Reale giunta di Sicilia, ossia il rappresentante della nobiltà siciliana presso Carlo di Borbone. A giudizio del Barbagallo, nella voce del Dizionario Biografico degli Italiani citato in Bibliografia, il principe di Camporeale «d'ingegno modesto, culturalmente sprovveduto, di carattere fiacco e insicuro, se ne servì soltanto per modesti intrighi e per tentare d'accrescere il suo patrimonio personale. Ma nemmeno in questo riuscì visto che, ormai vecchio, nel 1775 chiedeva al re un'anticipazione di 4.000 ducati, rifiutatagli anche perché non aveva mai pagato le decime dovute per la sua commenda di San Calogero». Nel 1759 fu nominato da Carlo membro del Consiglio di reggenza durante la minorità di Re Ferdinando (IV di Napoli e III di Sicilia).